# Octavio Pico
Octavio Pico es una localidad argentina del departamento Pehuenches, en la provincia del Neuquén. 

## Población
Contó con 170 habitantes (Indec, 2010) lo que representó un incremento frente a los 107 habitantes (Indec, 2001) del censo anterior. La población se compuso de 170 habitantes, 89 varones y 81 mujeres, lo que arrojó un índice de masculinidad del 109.88 %. En tanto, las viviendas pasaron a ser 61.
Según el censo 2022 se conoció una población dentro de la comisión de fomento es de 188 habitantes y 76 viviendas.Esto la situó como la tercera comisión de fomento con menos población de la provincia.
| Gráfica de evolución demográfica de Octavio Pico entre 1991 y 2022 |
|                                                                    |
| Fuente: Censos nacionales del INDEC                                |

## Límites
Octavio Pico se encuentra ubicada dentro del territorio que la provincia de Río Negro reclama como propio. En 1883 se fijó la línea limítrofe entre los entonces territorios nacionales del Neuquén y del Río Negro como prolongación de la línea que divide a La Pampa y Mendoza, llamada Meridiano X Oeste de Buenos Aires (68°15′ O). Debido a la mejora de los medios de medición, para 1966 Río Negro sostuvo que la línea debería correrse unos 12 kilómetros al oeste de la fijada en 1883 y reclamó una franja de terreno de unas 193 000 hectáreas con 110 km lineales. Neuquén rechazó el reclamo rionegrino aduciendo que no se podía ir modificando el límite cada vez que apareciera un nuevo adelanto para medir la ubicación del meridiano. En 1969, el gobierno del general Juan Carlos Onganía le dio la razón a Neuquén por el decreto ley N.º 18501, decreto que fue luego rechazado por Río Negro al haber sido hecho por un gobierno de facto. La Constitución de Río Negro expresa desde 1988 en su artículo 8 de las normas complementarias: Merecen especial consideración la reivindicación, deslinde y amojonamiento de los territorios afectados por la errónea traza del meridiano diez grados oeste de Buenos Aires (...) La Provincia desconoce expresamente la existencia de la denominada ley de facto No 18.501.

### Hito cuatripunto interprovincial
Debido al singular hecho de que el pueblo está en el punto de unión de cuatro provincias argentinas (Neuquén, Río Negro, Mendoza y La Pampa), en agosto de 2020 se presentó un proyecto de un parque turístico de encuentro, situado en el cuatripunto mencionado, único en el país. El proyecto fue elaborado por los equipos técnicos de la Secretaría del Interior y Gobiernos Locales y el Ministerio de Turismo de la provincia, incorporado en el Plan Argentina Hace, a partir del convenio suscripto por el gobernador neuquino Omar Gutiérrez, el presidente Alberto Fernández y el ministro de Obras Públicas de la Nación, Gabriel Katopodis.